# وینیپگ

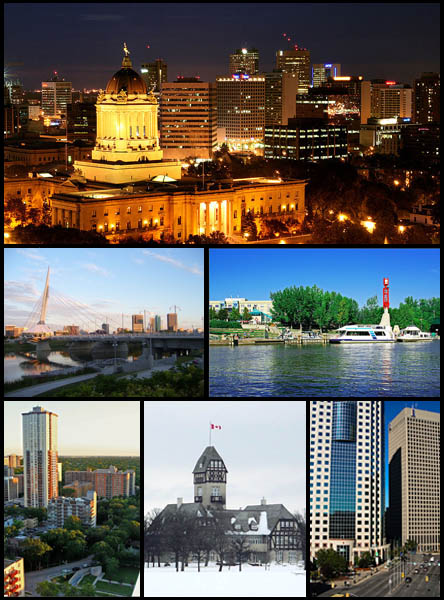

وینیپـِگ (به انگلیسی: Winnipeg )از شهرهای بزرگ کانادا و مرکز استان منیتوبا در این کشور است.
از نظر جغرافیایی و زمین‌شناسی وینیپگ در جایی قرار دارد که نوعی از ساختار زمین به نام سپر کانادایی با دشت‌های علفزاری برخورد می‌کند.
وینیپگ که در غرب کانادا قرار دارد از مراکز مهم ترابری، مالی، صنعتی، کشاورزی و آموزشی این کشور است. این شهر که به «دروازه غرب» شهرت یافته در قدیم بخاطر محل راهبردی خود در شبکه ترابری کانادا، با القابی همچون «چشم و چراغ ممالک محروسه» (Bullseye of the Dominion) و «قلب قاره» (Heart of the Continent) هم نامیده می‌شد.

## دانشگاه‌ها
شهر وینیپگ دارای چهار دانشگاه مطرح می‌باشد: دانشگاه منیتوبا، دانشگاه وینیپگ، دانشگاه سنت بانیفیس و دانشگاه منونایت‌های کانادا.